# Nils Thomasson (ishockeyspelare)
Nils Thomasson, född 5 januari 2000 i Luleå, är en svensk professionell ishockeyspelare (center) som just nu spelar för Mora IK i Hockeyallsvenskan.

## Klubbar
- Luleå HF J20, SuperElit (2016/2017 - 2018/2019)
- Luleå HF, SHL (2018/2019)
- Växjö Lakers HC J20, SuperElit (2018/2019 - )
- Växjö Lakers HC, SHL (2018/2019 - )
- Mörrums GoIS IK, Hockeyettan (2018/2019 - ) (lån)